# Pornacha Rodnakkaret
Pornacha Rodnakkaret (thailändisch พรชา รอดนัคเรศน์, * 13. Dezember 1996 in Krabi) ist ein thailändischer Fußballspieler.

## Karriere
Porncha Rodnakkaret stand bis Ende 2019 beim Satun United FC unter Vertrag. Wo er vorher gespielt hat, ist unbekannt. Der Verein aus Satun spielte in der vierten thailändischen Liga, der Thai League 4, in der Southern Region. Am Ende der Saison wurde er mit Satun Meister der Region. Für Satun absolvierte er 24 Spiele und schoss dabei fünf Tore. Anfang 2020 wechselte er zum Erstligaabsteiger Chiangmai FC nach Chiangmai. Sein Debüt für Chiangmai in der zweiten Liga gab er am 26. Februar 2020 im Heimspiel gegen den Kasetsart FC. Hier wurde er in der 76. Minute für Apisit Sorada eingewechselt. Nach insgesamt 24 Zweitligaspielen wechselte er im Dezember 2021 zum Ligakonkurrenten Raj-Pracha FC. Für den Verein aus der Hauptstadt Bangkok bestritt er 15 Zweitligaspiele. Im Juli 2022 verließ er den Verein und schloss sich dem Zweitligisten Trat FC an. Am Ende der Saison 2022/23 feierte er mit dem Verein aus Trat die Vizemeisterschaft und den Aufstieg in die erste Liga. Nach dem Aufstieg und 20 Zweitligaspielen wechselte er im August 2023 zum Zweitligisten Krabi FC. Am Ende der Saison 2023/24 belegte er mit dem Klub aus Krabi den letzten Tabellenplatz und musste somit in die dritte Liga absteigen. Nach dem Abstieg verließ er den Verein und schloss sich dem Drittligisten PT Satun FC in Satun an. Mit dem Verein spielte er 18-mal in der Southern Region der Liga. Nach einer Spielzeit wechselte er im Sommer 2025 in die Central Region. Hier schloss er sich in Ang Thong dem Angthong FC an.

## Erfolge
Satun United FC
- Thai League 4 – South: 2019

Trat FC
- Thailändischer Zweitligavizemeister: 2022/23  ▲